# Сплячий космічний корабель
Сплячий космічний корабель — гіпотетичний тип автоматизованого пілотованого космічного корабля, екіпаж і всі пасажири якого подорожують крізь космічний простір, перебуваючи в стазисі, в деякій формі глибокого сну — призупиненій життєдіяльності або тривалому глибокому сні. Нині все це ще неможливо. Єдиною відомою технологією, що дозволяє надовго зупиняти життєдіяльність людини, є заморожування ембріонів людини на ранній стадії за допомогою кріоконсервації ембріонів, що лежить в основі концепції колонізації космосу ембріонами.

## У літературі та кінематографі
Найпоширеніша роль сплячих кораблів у художній літературі — міжзоряні або міжгалактичні подорожі, як правило, із надсвітловою швидкістю. Час у дорозі для таких подорожей може досягати сотень або тисяч років, що потребує тимчасового призупинення життєдіяльності, необхідного, щоб початкова команда космічних мандрівників дожила до досягнення місця призначення. Зупинення життєдіяльності також потрібне на суднах, які не можна використовувати як кораблі поколінь.
Заморожування астронавтів, ймовірно, спричинить вітрифікацію всього тіла і, найпевніш, відбуватиметься за температури 145 кельвінів, щоб знизити ризик руйнування тканин.
Зупинка життєдіяльності також може бути корисною для зменшення споживання ресурсів системи життєзабезпечення для членів екіпажу, які не потрібні під час польоту, і з цієї причини сплячі кораблі іноді також з'являються в контексті міжпланетної подорожі.

## Приклади
Нижче наведено деякі приклади відомих зоряних (космічних) сплячих кораблів у творах жанру наукової фантастики.
Детально описаний у літературі (або показаний у фільмах) транспорт:
- SS Botany Bay[it] — сплячий корабель-гуртожиток, описаний в епізоді «Космічне сім'я» оригінального телесеріалу «Зоряний шлях».
- «Ностромо» — сплячий / вантажний корабель у фільмі «Чужий» (1979).
- «Сулако» (англ. USS Sulaco) — вигаданий сплячий космічний корабель із фільму «Чужі» (1986), десантний корабель колоніальної морської піхоти США.
- USSC Discovery One — міжпланетний сплячий корабель, одна з головних тем усієї франшизи «Космічна Одіссея». У фільмі «Космічна одіссея 2001 року», шість членів екіпажу перебувають на космічному кораблі: командир «Дейв» Боуман та Френк Пул прокинулися раніше за інших; Віктора Камінського, Джека Кімбола та Чарлза Гантера вбив шостий учасник — психопатичний штучний інтелект HAL 9000.

Твори, в яких описано сплячі космічні кораблі:
- «Далекий Центавр» (англ. Far Centaurus ; 1944) — науково-фантастичне оповідання канадсько-американського письменника А. Е. ван Вогта, опублікований як частина збірки «Місце призначення: Всесвіт!»[en] 1952 року. Екіпаж космічного корабля вирушає в 500-річний політ на Альфу Центавра, в якому приймає експериментальний препарат для сну, лише прокидаючись кожні 150 років, щоб переконатися, що все гаразд.
- «Пандорум» (англ. Pandorum, 2009) — науково-фантастичний художній фільм за сценарієм Трейвіса Міллоя (англ. Travis Milloy), режисер Крістіан Алверт.
- «Пасажири» (англ. Passengers; 2016) — американська науково-фантастична мелодрама режисера Мортена Тильдума. У фільмі підвісна система пробудження, що утримує 5000 пасажирів у режимі сну на борту космічного корабля «Авалон», виходить з ладу внаслідок зіткнень з астероїдами.
- «Загублені в космосі» (англ. Lost in Space; 1998) — американський фантастичний, пригодницький фільм Стівена Гопкінса. У сплячому космічному кораблі система призупиненого пробудження виходить із ладу, передчасно виводячи екіпаж із Юпітера 2.
- «Планета мавп» (1968) — науково-фантастичний художній фільм Франкліна Шеффнера за однойменним романом П'єра Буля, в якому сплячий космічний корабель, відправлений із Землі до однієї з зір сузір'я Оріона з білясвітловою швидкістю, здійснює посадку на невідомій планеті.
- «Аватар» (англ. Avatar; 2009) — американський науково-фантастичний фільм сценариста і режисера Джеймса Кемерона, в якому люди в 2154 році прибувають на «Пандору», населений супутник газової планети в зоряній системі Альфи Центавра на сплячому кораблі.
- «Зоряна брама: SG-1» — науково-фантастичний телевізійний серіал.
- Зоряна брама (Дриф)[en] — екіпаж «Долі» входить у стазис під час потенційно тисячолітнього польоту.
- «Прометей» — у фільмі 2012 року показано корабель, на борту якого перебуває сплячий екіпаж і заморожені людські ембріони[en].

## Інші концепції космічних кораблів
Основні концепції зоряних (космічних) кораблів у творах жанру наукової фантастики:
- Міжзоряний ковчег — міжзоряний космічний корабель.
- Корабель поколінь — гіпотетичний тип зорельота типу «міжзоряного ковчега» для міжзоряних подорожей.
- Столітній космічний корабель — проєкт НАСА та DARPA для підготовки пілотованого польоту в далекий космос.